# Saint-Hilaire (Haute-Loire)
Pour les articles homonymes, voir Saint-Hilaire.
Saint-Hilaire est une commune française située dans le département de la Haute-Loire en région Auvergne-Rhône-Alpes.

## Géographie

### Localisation
La commune de Saint-Hilaire se trouve dans le département de la Haute-Loire, en région Auvergne-Rhône-Alpes.
Elle se situe à 73 km par la route du Puy-en-Velay, préfecture du département, à 18 km de Brioude, sous-préfecture, et à 14 km de Sainte-Florine, bureau centralisateur du canton de Sainte-Florine dont dépend la commune depuis 2015 pour les élections départementales.
Les communes les plus proches sont : 
Agnat (4,3 km), Chassignolles (4,6 km), Saint-Martin-d'Ollières (4,6 km), Azérat (4,8 km), Auzon (5,3 km), Champagnac-le-Vieux (5,7 km), Valz-sous-Châteauneuf (6,1 km), Saint-Jean-Saint-Gervais (6,1 km).
|        | Saint-Martin-d'Ollières Puy-de-Dôme |                     |
| Auzon  | Saint-Hilaire                       | Chassignolles       |
| Azerat | Agnat                               | Champagnac-le-Vieux |

### Climat
Pour des articles plus généraux, voir Climat d'Auvergne-Rhône-Alpes et Climat de la Haute-Loire.
En 2010, le climat de la commune est de type climat des marges montargnardes, selon une étude du Centre national de la recherche scientifique s'appuyant sur une série de données couvrant la période 1971-2000. En 2020, Météo-France publie une typologie des climats de la France métropolitaine dans laquelle la commune est exposée à un climat de montagne ou de marges de montagne et est dans la région climatique Nord-est du Massif Central, caractérisée par une pluviométrie annuelle de 800 à 1 200 mm, bien répartie dans l’année.
Pour la période 1971-2000, la température annuelle moyenne est de 9,4 °C, avec une amplitude thermique annuelle de 16 °C. Le cumul annuel moyen de précipitations est de 828 mm, avec 9,5 jours de précipitations en janvier et 7,4 jours en juillet. Pour la période 1991-2020, la température moyenne annuelle observée sur la station météorologique de Météo-France la plus proche, « Fontannes », sur la commune de Fontannes à 10 km à vol d'oiseau, est de 11,4 °C et le cumul annuel moyen de précipitations est de 611,9 mm,. Pour l'avenir, les paramètres climatiques de la commune estimés pour 2050 selon différents scénarios d'émission de gaz à effet de serre sont consultables sur un site dédié publié par Météo-France en novembre 2022.

## Urbanisme

### Typologie
Au 1er janvier 2024, Saint-Hilaire est catégorisée commune rurale à habitat très dispersé, selon la nouvelle grille communale de densité à sept niveaux définie par l'Insee en 2022.
Elle est située hors unité urbaine. Par ailleurs la commune fait partie de l'aire d'attraction de Brioude, dont elle est une commune de la couronne,. Cette aire, qui regroupe 39 communes, est catégorisée dans les aires de moins de 50 000 habitants,.

### Occupation des sols
L'occupation des sols de la commune, telle qu'elle ressort de la base de données européenne d’occupation biophysique des sols Corine Land Cover (CLC), est marquée par l'importance des forêts et milieux semi-naturels (59,5 % en 2018), une proportion sensiblement équivalente à celle de 1990 (60,1 %). La répartition détaillée en 2018 est la suivante : 
forêts (59,5 %), prairies (40,5 %). L'évolution de l’occupation des sols de la commune et de ses infrastructures peut être observée sur les différentes représentations cartographiques du territoire : la carte de Cassini (XVIIIe siècle), la carte d'état-major (1820-1866) et les cartes ou photos aériennes de l'IGN pour la période actuelle (1950 à aujourd'hui).

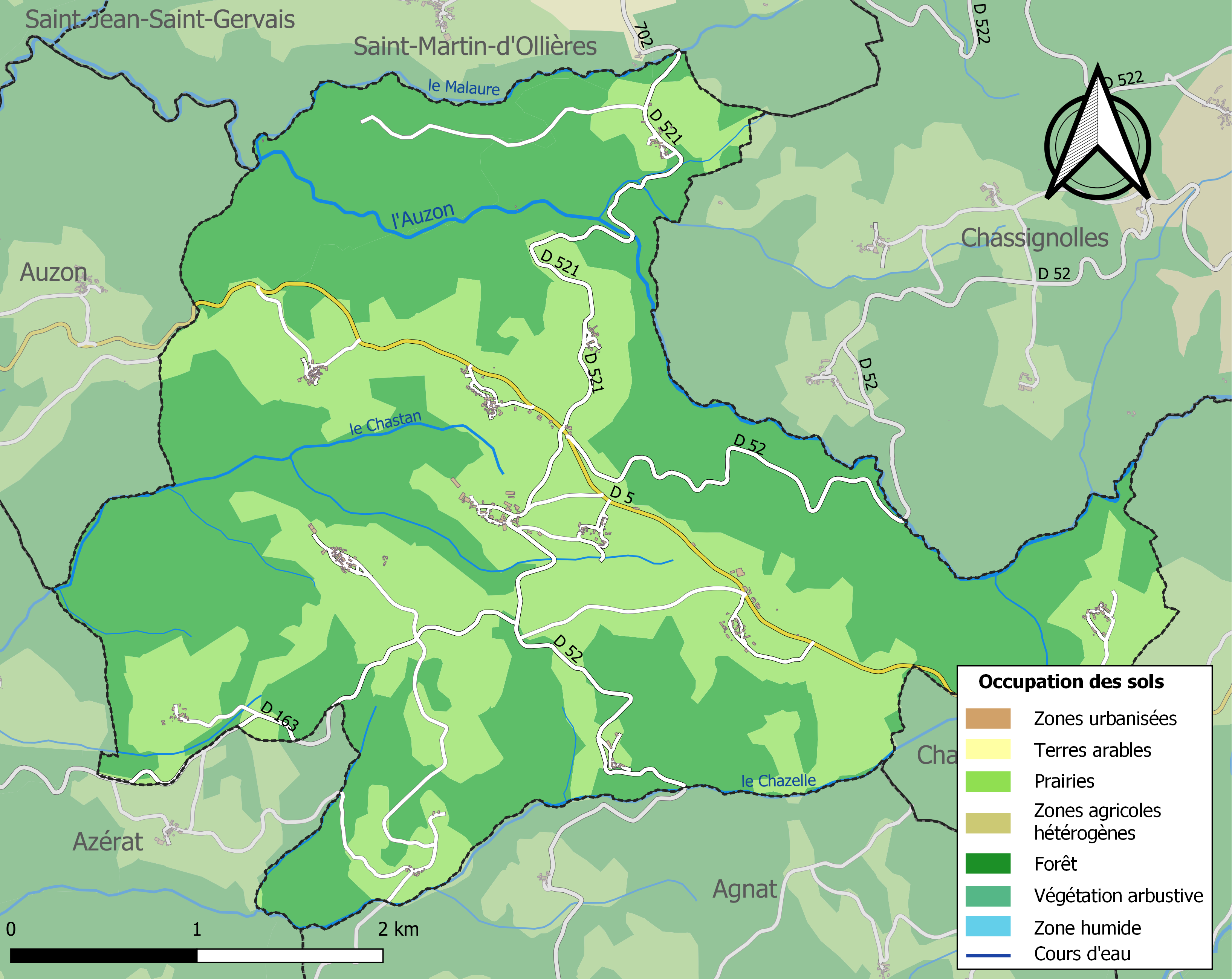
Carte des infrastructures et de l'occupation des sols de la commune en 2018 (CLC).

### Hameaux et Lieux-dits
- Baraque d'Hostalier
- Bize, Bisa
- Blanchet, Blanchier, * Il ne reste guère de traces du Moulin à eau qui était situé sur le Blanchet.
- Bonjour, Villa Bonjorn
- Bouzerat
- Chastrette, Chastretas.
- Courtille, Villa Courtillas
- Croix de l'Arbre
- Mazelet, lo mas
- Escros
- Espeluche, Espelucas
- Freycenet, Fragsinetum, Fraxeneto, Frayssonet-l'hôpital.
- Le Pin, Decima de Pinu.
- La Roche
- Solier
- Theynat, Caisanago(Taisnago), Talnago.
- Ancien domaine de Vallivier : François D'Auty, Seigneur de Vallinier. Dantil Guillaume, écuyer pour son père François (fils de Henri Dantil) perçoit la dime Valigner[15].Anti-Ligonnez François ecuyer fils d'henri, idem[16].
- Boussat, Ladray, Estrade, Chambvert, Bize, Lierme, Combore, Lavau, Michavé, Malaure, Chabrandes, Combas, Valivier, Grangeon, Pindeloup, Loche, Aubespie, Pinates.
- Moulin Chambevert, Moulin Mazele, Moulin De Marion,
- Les bois Noirs, Valivier, Védrine le Cerf
- Vedrines  Villa Vidrinas, La roche, Le Cendier, Le Petit Mazet, Les renardes, Le Savé, La Draille.
- Le Brugéras, La Griffounière, Les Charraux, Les Versants, L'Estrade, Champ Dorat, Bois de Chênes, Les Sagnes, Le Mas, Le Mazelet, Les Chenaux, Combe de Bas, Les Palettes, Pré Grand, Les Costes, Les Rabides, Près Vernière, Combe d'Estéve, Combe Chaude, Les Roches, L'Adrit, Les Plaux, Combe La Gerbe, Le Darna, La Chabane, Les Sagnats, Pré Marie, La Prade, La Baraque, Combe Desset, Les Garets, La Garde, Sur La Fontaine, Combe de Bœuf, La Fouan, Les Lattes, Les Pavettes, Les Fiavins, Les Buis, Les Charreaux, Les Chaussades, Pra Redon, Pré Jean, Les Pinatets[17].
- Pont de Pelavit
- Ruisseau de Blanchet, L'Auzon, Ruisseau des Poules, Le Chastan ...
- La Croix du Pouget, croix du solier
- mine 1, Mine 2

Il serait fort utile de constituer ici, la liste des noms de lieux provenant du cadastre napoléonien. Cette liste aura comme intérêt d'aider les toponymistes et historiens qui s'intéressent à ce terroir. La liste ci-dessous concerne le cadastre actuel. (Avis aux chercheurs)
- Baraque Sabatier, Baraque Sabagniet , La Baraque Robert, Cofolent, loco Coudado, Villa Confollent, combe (loc.det.), Mansus de combas, Baraque de Chasytrette, La Baraque du Pin

### Habitat et logement
En 2018, le nombre total de logements dans la commune était de 156, alors qu'il était de 154 en 2013 et de 149 en 2008.
Parmi ces logements, 45 % étaient des résidences principales, 44,7 % des résidences secondaires et 10,2 % des logements vacants. Ces logements étaient pour 95,5 % d'entre eux des maisons individuelles et pour 2,6 % des appartements.
Le tableau ci-dessous présente la typologie des logements à Saint-Hilaire en 2018 en comparaison avec celle de la Haute-Loire et de la France entière. Une caractéristique marquante du parc de logements est ainsi une proportion de résidences secondaires et logements occasionnels (44,7 %) supérieure à celle du département (16,1 %) et à celle de la France entière (9,7 %). Concernant le statut d'occupation de ces logements, 85,7 % des habitants de la commune sont propriétaires de leur logement (88,6 % en 2013), contre 70 % pour la Haute-Loire et 57,5 pour la France entière.
| Typologie                                               | Saint-Hilaire | Haute-Loire | France entière |
| ------------------------------------------------------- | ------------- | ----------- | -------------- |
| Résidences principales (en %)                           | 45            | 71,5        | 82,1           |
| Résidences secondaires et logements occasionnels (en %) | 44,7          | 16,1        | 9,7            |
| Logements vacants (en %)                                | 10,2          | 12,4        | 8,2            |

## Toponymie

### Différentes graphies
Mont Hilaire après la Révolution.
- saint-Alary en 1379
- Saint-Ilarii supra Alzonium en 1397
- Saint-Alaire prés d'Auzon
- Saint-Ylerus en 1480

## Histoire
- ecclésia Sancti Hilari.

La première mention du village de Saint Hilaire apparaît à travers l’indication des terres de son église dans un texte du XIe siècle. Il est question de la donation d'un manse de la proche villa de Bonjorn réalisée au profit du chapitre de Brioude par Ebrard, soussigné d'un certain Pons Bompar.
- Église de Saint-Hilaire

L'édifice transformé au XIXe siècle est de structure romane. Bien que remanié, il garde d'intéressants éléments architecturaux (frises et linteau en bâtière typique du bâti roman auvergnat).
Ce prieuré était avant 1376 « une annexe » de celui d'Azérat, tous deux dépendant de la Casa-Dei.
- Ancien château de Valivier[19]

Ruines.

Ancien fief relevant de celui de Saint-Bonnet de Novacelles.

Arrière-fief du duché d'Auvergne.
- À la fin du Moyen Âge, certains seigneurs de Saint-Hilaire semblent avoir une filiation avec les Lespinnasse, seigneurs de Valz.

Au cours de la période révolutionnaire de la Convention nationale (1792-1795), la commune a porté le nom de Mont-Hilaire.

## Politique et administration

### Découpage territorial
La commune de Saint-Hilaire est membre de la communauté de communes Auzon Communauté, un établissement public de coopération intercommunale (EPCI) à fiscalité propre créé le 21 décembre 2000 dont le siège est à Auzon. Ce dernier est par ailleurs membre d'autres groupements intercommunaux.
Sur le plan administratif, elle est rattachée à l'arrondissement de Brioude, au département de la Haute-Loire, en tant que circonscription administrative de l'État, et à la région Auvergne-Rhône-Alpes.
Sur le plan électoral, elle dépend du canton de Sainte-Florine pour l'élection des conseillers départementaux, depuis le redécoupage cantonal de 2014 entré en vigueur en 2015, et de la deuxième circonscription de la Haute-Loire   pour les élections législatives, depuis le redécoupage électoral de 1986.

### Liste des maires
| Période                                  | Période                    | Identité                | Étiquette | Qualité                           |
| ---------------------------------------- | -------------------------- | ----------------------- | --------- | --------------------------------- |
| Les données manquantes sont à compléter. |                            |                         |           |                                   |
| (avant 2001)                             | mars 2008                  | Roland Rivière          | UDF-DL    | Conseiller général de 1992 à 1998 |
| mars 2008                                | 2014                       | Marie-Claire Gaudriault |           |                                   |
| 2014                                     | En cours (au 28 août 2014) | Dominique Ceres         |           |                                   |

### Tendances politiques et résultats
| Scrutin             | Scrutin             | 1er tour | 1er tour | 1er tour | 1er tour | 1er tour    | 1er tour | 1er tour | 1er tour | 1er tour | 1er tour | 1er tour | 1er tour | 2d tour | 2d tour | 2d tour | 2d tour | 2d tour | 2d tour |
| Scrutin             | Scrutin             | 1er      | 1er      | %        | 2e       | 2e          | %        | 3e       | 3e       | %        | 4e       | 4e       | %        | 1er     | 1er     | %       | 2e      | 2e      | %       |
| ------------------- | ------------------- | -------- | -------- | -------- | -------- | ----------- | -------- | -------- | -------- | -------- | -------- | -------- | -------- | ------- | ------- | ------- | ------- | ------- | ------- |
| Présidentielle 2017 | Présidentielle 2017 |          | LR       | 23,68    |          | RN          | 19,30    |          | EM       | 19,30    |          | LFI      | 18,42    |         | EM      | 60,00   |         | RN      | 40,00   |
| Présidentielle 2022 | Présidentielle 2022 |          | RN       | 35,34    |          | LFI         | 18,97    |          | RES      | 10,34    |          | EM       | 9,48     |         | RN      | 62,86   |         | EM      | 37,14   |
| Législatives 2022   | 2e                  |          | LR       | 71,28    |          | LFI (NUPES) | 11,70    |          | RN       | 9,57     |          | REC      | 2,13     |         | LR      | 71,95   |         | LFI     | 28,05   |
| Législatives 2024   | 2e                  |          | LR       | 43,52    |          | RN          | 39,81    |          | PS (NFP) | 13,89    |          | LO       | 1,85     |         | LR      | 54,26   |         | RN      | 45,74   |

## Population et société

### Démographie

#### Évolution démographique
L'évolution du nombre d'habitants est connue à travers les recensements de la population effectués dans la commune depuis 1793. Pour les communes de moins de 10 000 habitants, une enquête de recensement portant sur toute la population est réalisée tous les cinq ans, les populations de référence des années intermédiaires étant quant à elles estimées par interpolation ou extrapolation. Pour la commune, le premier recensement exhaustif entrant dans le cadre du nouveau dispositif a été réalisé en 2007.

En 2022, la commune comptait 158 habitants, en évolution de −1,86 % par rapport à 2016 (Haute-Loire : +0,36 %, France hors Mayotte : +2,11 %).
| 1793 | 1800 | 1806 | 1821 | 1831 | 1836 | 1841 | 1846 | 1851 |
| ---- | ---- | ---- | ---- | ---- | ---- | ---- | ---- | ---- |
| 763  | 880  | 880  | 872  | 875  | 884  | 839  | 811  | 917  |

| 1856 | 1861 | 1866 | 1872 | 1876 | 1881 | 1886 | 1891 | 1896 |
| ---- | ---- | ---- | ---- | ---- | ---- | ---- | ---- | ---- |
| 849  | 863  | 786  | 701  | 792  | 752  | 706  | 676  | 657  |

| 1901 | 1906 | 1911 | 1921 | 1926 | 1931 | 1936 | 1946 | 1954 |
| ---- | ---- | ---- | ---- | ---- | ---- | ---- | ---- | ---- |
| 606  | 575  | 495  | 423  | 401  | 370  | 340  | 316  | 285  |

| 1962 | 1968 | 1975 | 1982 | 1990 | 1999 | 2006 | 2007 | 2012 |
| ---- | ---- | ---- | ---- | ---- | ---- | ---- | ---- | ---- |
| 251  | 217  | 200  | 205  | 197  | 190  | 192  | 192  | 173  |

| 2017 | 2022 | - | - | - | - | - | - | - |
| ---- | ---- | - | - | - | - | - | - | - |
| 158  | 158  | - | - | - | - | - | - | - |

#### Pyramide des âges
En 2018, le taux de personnes d'un âge inférieur à 30 ans s'élève à 29,8 %, soit en dessous de la moyenne départementale (31 %). À l'inverse, le taux de personnes d'âge supérieur à 60 ans est de 30,4 % la même année, alors qu'il est de 31,1 % au niveau départemental.
En 2018, la commune comptait 81 hommes pour 78 femmes, soit un taux de 50,94 % d'hommes, légèrement supérieur au taux départemental (49,13 %).
Les pyramides des âges de la commune et du département s'établissent comme suit.
| Hommes | Classe d’âge | Femmes |
| ------ | ------------ | ------ |
| 0,0    | 90 ou +      | 1,3    |
| 6,3    | 75-89 ans    | 9,0    |
| 20,0   | 60-74 ans    | 24,4   |
| 22,5   | 45-59 ans    | 15,4   |
| 25,0   | 30-44 ans    | 16,7   |
| 10,0   | 15-29 ans    | 11,5   |
| 16,2   | 0-14 ans     | 21,8   |

| Hommes | Classe d’âge | Femmes |
| ------ | ------------ | ------ |
| 0,9    | 90 ou +      | 2,5    |
| 8,4    | 75-89 ans    | 11,7   |
| 20,4   | 60-74 ans    | 20,5   |
| 21,3   | 45-59 ans    | 20,3   |
| 16,8   | 30-44 ans    | 16,3   |
| 15,2   | 15-29 ans    | 13,2   |
| 17     | 0-14 ans     | 15,6   |

## Économie

### Revenus
En 2018, la commune compte 69 ménages fiscaux, regroupant 141 personnes. La médiane du revenu disponible par unité de consommation est de 21 520 € (20 800 € dans le département).

### Emploi
| Division       | 2008  | 2013  | 2018  |
| -------------- | ----- | ----- | ----- |
| Commune        | 2,4 % | 7,4 % | 12 %  |
| Département    | 6,3 % | 7,7 % | 7,7 % |
| France entière | 8,3 % | 10 %  | 10 %  |

En 2018, la population âgée de 15 à 64 ans s'élève à 93 personnes, parmi lesquelles on compte 77,2 % d'actifs (65,2 % ayant un emploi et 12 % de chômeurs) et 22,8 % d'inactifs,. En  2018, le taux de chômage communal (au sens du recensement) des 15-64 ans est supérieur à celui du département et de la France, alors qu'en 2008 la situation était inverse.
La commune fait partie de la couronne de l'aire d'attraction de Brioude, du fait qu'au moins 15 % des actifs travaillent dans le pôle,. Elle compte 24 emplois en 2018, contre 45 en 2013 et 39 en 2008. Le nombre d'actifs ayant un emploi résidant dans la commune est de 61, soit un indicateur de concentration d'emploi de 39,3 % et un taux d'activité parmi les 15 ans ou plus de 56,2 %.
Sur ces 61 actifs de 15 ans ou plus ayant un emploi, 18 travaillent dans la commune, soit 30 % des habitants. Pour se rendre au travail, 85,2 % des habitants utilisent un véhicule personnel ou de fonction à quatre roues, 4,9 % s'y rendent en deux-roues, à vélo ou à pied et 9,8 % n'ont pas besoin de transport (travail au domicile).

## Culture locale et patrimoine

### Lieux et monuments
- Église Saint-Hilaire, inscrite aux monuments historiques par arrêté du 24 septembre 1987[32].

### Héraldique
| Blason de Saint-Hilaire | Blason  | Coupé : au premier recoupé émanché d'or et de sinople, au second parti au 1 d'azur à un étui de crosse d'argent et au 2, de gueules à une tête de lion d'or. |
| Blason de Saint-Hilaire | Détails | Le statut officiel du blason reste à déterminer. |